# Sasu Hovi
Sasu Hovi (* 12. srpna 1982, Toijala, Finsko) je bývalý finský hokejový brankář.
V roce 2000 nastoupil ke svému prvnímu zápasu v nejvyšší lize ve Finsku, kde první zápas odehrál za Tapparu (SML). Do konce sezóny odehrál za Tapparu a následně i Hermes (Mestis) 10 zápasů. V následujících sezónách vystřídal kluby jako Pelicans (SML), KooKoo, Kiekko-Vantaa a Hokki (všechny tři Mestis). Sezónu 2005/2006 strávil v českém klubu Vsetínská hokejová. Před následující sezónou jej kontaktoval manažer Slovanu Bratislava Róbert Pukalovič, který se s Hovim dohodl na kontraktu. V novém klubu se stal brankářskou jedničkou a Slovanu dopomohl k zisku mistrovského titulu. V následující sezóně se stal brankářem s nejlepší procentuální úspěšností v základní části a následně i v play-off. Tým obhájil titul mistra republiky a Hovi byl nominován do All stars ročníku.
Zajímavostí je, že při semifinálové sérii s Trenčínem dokonce Sasu Hovi skóroval do protivníkovy branky. Stal se tak prvním brankářem v slovenské extralize, kterému se to povedlo.
V ročníku 2009/2010 byl na ročním hostování v Kometě Brno. Po sezoně se jeho hostování v Brně změnilo v přestup a Hovi podepsal s Kometou dvouletý kontrakt. Poněvadž smlouvu v roce 2012 neprodloužil, stal se volným hráčem. K roku 2016 funguje jako asistent trenéra u seniorské reprezentace Turecka. Od roku 2021 je skautem týmu z americké NHL Seattle Krakens.

## Hráčská kariéra
- 2002–2003 Tappara Tampere, Pelicans Lahti
- 2003–2004 Tappara Tampere
- 2004–2005 Tappara Tampere
- 2005–2006 Vsetínská hokejová
- 2006–2007 HC Slovan Bratislava
- 2007–2008 HC Slovan Bratislava
- 2008–2009 HC Slovan Bratislava
- 2009–2010 HC Kometa Brno
- 2010–2011 HC Kometa Brno
- 2011–2012 HC Kometa Brno
- 2012–2013 nehrál
- 2013–2014 Orli Znojmo

## Úspěchy
- 2x mistr slovenské extraligy

### Individuální
- Zlatá helma SENCOR (nejhezčí akce sezony O2 extraligy dle hlasování diváků) – 2009/2010